# Jack Parry
Brynley John Parry connu sous le nom de Jack Perry (né le 11 janvier 1924 à Pontardawe au Pays de Galles et mort le 20 janvier 2010) était un joueur de football gallois.

## Biographie
Il débute en 1946 tant que gardien de but avec le club gallois de Swansea Town. Il rejoint ensuite en 1951 le club anglais d'Ipswich Town. La même année, il honore sa seule sélection en équipe du Pays de Galles de football. Il prend sa retraite en 1955.